# Влукі (Мазовецьке воєводство)
Влукі (пол. Włóki) — село в Польщі, у гміні Бульково Плоцького повіту Мазовецького воєводства.
Населення — 186 осіб (2011).
У 1975-1998 роках село належало до Плоцького воєводства.

## Демографія
Демографічна структура станом на 31 березня 2011 року:
|          | Загалом | Допрацездатний вік | Працездатний вік | Постпрацездатний вік |
| -------- | ------- | ------------------ | ---------------- | -------------------- |
| Чоловіки | 98      | 16                 | 71               | 11                   |
| Жінки    | 88      | 19                 | 45               | 24                   |
| Разом    | 186     | 35                 | 116              | 35                   |